# U 703
U 703 war ein deutsches U-Boot vom Typ VII C der Kriegsmarine, das während des Zweiten Weltkriegs hauptsächlich gegen die alliierten Konvois im Arktischen Ozean eingesetzt wurde. Zudem unterstützte das Boot die Erfassung von meteorologischen Daten durch das Ausbringen von Wetterbojen und die Installierung eines Wetterfunkgerät Land auf Nowaja Semlja. Im Sommer 1943 rettete U 703 die überlebenden Besatzungsmitglieder eines sowjetischen Frachters von der Insel Hopen.

## Bau und technische Daten
U 703 wurde auf der Stülcken-Werft in Hamburg erbaut. Es wurde im Oktober 1941 in Dienst gestellt. Ein solches Boot hatte eine Länge von 67 m und eine Verdrängung von 865 m³ unter Wasser. Es verfügte über zwei Dieselmotoren, die über Wasser eine Geschwindigkeit von 17 kn ermöglichten. Bei der Unterwasserfahrt trieben zwei Elektromotoren das Boot zu einer Geschwindigkeit von 7 kn an. Die Artilleriebewaffnung der VII C-Boote war uneinheitlich, aber alle verfügten über vier Bugtorpedorohre und ein Hecktorpedorohr. Üblicherweise führte ein VII C-Boot 14 Torpedos mit sich. Wie die meisten deutschen U-Boote seiner Zeit verfügte auch U 703 über ein bootsspezifisches Wappen. Es handelte sich um die Darstellung eines frühneuzeitlichen Segelschiffs. Das Abzeichen war an beiden Seiten des U-Boot-Turmes angebracht und wurde auch in einer Variante von der Besatzung an Mützen und Schiffchen getragen. Außerdem hatte das Boot den Beinamen „U-Zack-Zack“.

## Geschichte
Ab dem 16. Oktober gehörte U 703 als Ausbildungsboot zur 6. U-Flottille und unternahm unter dem Kommando von Kapitänleutnant Heinz Bielfeld Ausbildungsfahrten und Tauchtests in der Ostsee. Im April 1942 wurde das Boot zu seinem ersten Kriegseinsatz nach Narvik in Norwegen abkommandiert.

### Geleitzugschlachten
Auf seiner Fahrt nach Norwegen legte U 703 in Helgoland und Stavanger an, bis es schließlich am 13. April in Bergen eintraf. Von hier aus startete Kommandant Bielfeld auf seine erste Feindfahrt mit diesem Boot während der U 703 im Rahmen der U-Bootgruppe „Strauchritter“ auf den Nordmeergeleitzug QP 11 operierte.
Beim Angriff auf den Geleitzug PQ 16 gelangen Kommandant Bielfeld im Sommer 1942 zwei Versenkungen.
- Am 26. Mai 1942 das US-amerikanische Handelsschiff Syros aus dem Geleitzug PQ 16 (Lage).

Im Juli war U 703 der U-Bootgruppe „Eisteufel“ zugeteilt, die nach Maßgabe der von Karl Dönitz entwickelten Rudeltaktik den erwarteten Geleitzug PQ 17 aufspüren sollte. Das Boot war eines der ersten, die den Geleitzug am 2. Juli erreichten und Kommandant Bielfeld setzte Peilzeichen ab, um weitere Boote gemäß der Grundidee der Rudeltaktik an den Konvoi heranzuführen, um dann gemeinsam anzugreifen. Das Wetter erwies sich aber als ungeeignet für U-Bootangriffe, der Geleitzug wurde durch eine massive Nebelbank gedeckt und in der glatten ruhigen See fielen selbst die kleinen Silhouetten der U-Boote zu sehr auf, um unentdeckt an die Schiffe heranzukommen. So begann der Angriff auf PQ 17 erst mit Eintreffen der deutschen Luftstreitkräfte am 4. Juli. Einen Tag später versenkte Kommandant Bielfeld ein Schiff, dass von der Luftwaffe beschädigt worden war und ein weiteres.
- Am 5. Juli 1942 das britische Handelsschiff Empire Byron aus dem aufgelösten Geleitzug PQ 17 (Lage).
- Am 5. Juli 1942 das britische Handelsschiff River Afton aus dem aufgelösten Geleitzug PQ 17 (Lage).

Bielfeld nahm einen Army-Offizier, der an Bord der Empire Byron gewesen war, sowie den Kapitän der River Afton gefangen und versorgte die Schiffbrüchigen in den Rettungsbooten mit Lebensmitteln und Frischwasser.
Weitere Versenkungen:
- Am 20. September 1942 schwere Beschädigung des britischen Zerstörers Somali aus dem Geleitzug QP 14. Die Somali wurde von ihrem Schwesterschiff, der Ashanti in Schlepp genommen. Vier Tage später kenterte der beschädigte Zerstörer in einem Sturm, dabei starben alle 45 Mann der Besatzung(Lage).
- Am 5. März 1944 das britische Handelsschiff Empire Tourist aus dem Geleitzug RA 57 (Lage).

### Wetterbojen
Die Wetterbeobachtung im Nordatlantik erlaubt Rückschlüsse auf kommende meteorologische Entwicklungen im europäischen Raum. Solche Wetterdaten waren demnach insbesondere für die kriegsführenden Nationen von Interesse und wurden für militärische Planungen benötigt. Auch Kriegsmarine und deutsche Luftwaffe entwickelten daher verschiedene Methoden der Wettererfassung im Nordatlantik und im Nordmeer. Das Wetterfunkgerät See, kurz WFS, war eine verankerte Boje, die selbständig Wetterdaten erfasste und weiterfunkte. Zudem war die Boje tauchfähig. Wenn sie keine Daten sammelte, schob sie sich an der Ankerkette nach unten, bis sie abgetaucht war. In regelmäßigen Abständen kam sie dann wieder an die Oberfläche. Zum Transport solcher WFS-Bojen wurden oft Boote wie U 703 eingesetzt, die über sogenannte Oberdeckstuben verfügen, also Transportbehälter, in denen beispielsweise Torpedos gelagert werden konnten.
Am 19. Juli 1943 lief das Boot unter dem Kommando von Oberleutnant zur See Brünner von Trondheim aus zu einem Wetterbojeneinsatz aus. Es sollten zwei Bojen ausgebracht werden: eine südlich von Grönland und eine zwischen Jan Mayen und der Bäreninsel. Die erste Boje (WFS 106) sollte in 2000 m Tiefe verankert werden. Das Boot erreichte die entsprechende Position am 23. Juli. Beim Ausbringen der Boje rollte die Ankerkette nicht ab, so dass der Anker verloren ging. Kommandant Brünner entschloss sich daher, die ansonsten funktionstüchtige Boje ohne Verankerung auszusetzen. Noch während des Vorgangs erreichte U 703 ein Funkspruch des FdU Norwegen Rudolf Peters, laut dem Brünner unverzüglich die „Südspitze der Hopen-Insel“ anlaufen solle. Am 24. Juli, das Boot war bereits auf dem Weg, erhielt Brünner einen Funkspruch, der die Weisung spezifizierte: „Auf Hopen festgestellte Hütte mit drei Männern untersuchen, wenn Schiffbrüchige, aufnehmen, wenn feindliche Station, vernichten, Ergebnis melden…“

### Rettungseinsatz

Die Insel Hopen

Unter dem Eindruck der schweren Verluste der Nordmeergeleitzüge gegen Ende des Jahres 1942 hatten sich die Alliierten dazu entschlossen, verstärkt einzeln fahrende Schiffe zu Versorgungsfahrten zwischen Reykjavík und Murmansk, bzw. Archangelsk einzusetzen. Im Rahmen dieser Operation FB kam auch der russische Frachter Dekabrist mit 7.363 BRT zum Einsatz, der im Jahr 1903 als Kriegsschiff gebaut worden war. Die Dekabrist wurde am 5. November 1942 durch eine Junkers Ju 88 der I. Gruppe des Kampfgeschwader 30 versenkt.
Die Besatzungsmitglieder konnten das sinkende Schiff in Rettungsbooten verlassen, aber nur wenige von ihnen erreichten sicheres Land: die Insel Hopen. Hier richtete sich Kapitän Beljaev mit den Überlebenden seiner schiffbrüchigen Besatzung in zwei Hütten ein. Beljaev bezog eine Hütte (Husdalen) im südlichen Teil der Insel, die im Jahr 1935 errichtet worden war. Drei weitere Besatzungsmitglieder, zwei Matrosen und eine Frau, bezogen eine weiter nördlich beim Berg Johan Hjortfjellet gelegene Hütte. Am 1. Mai 1943 wurde die Gruppe von einer patrouillierenden Heinkel He 100 entdeckt. Die Luftwaffe flog die Insel in der Folge mehrmals an und warf Proviant ab. Schließlich erging am 24. Juli ein Funkspruch an U 703, Kontakt zu den Überlebenden aufzunehmen.
Kommandant Brünner entschloss sich, zunächst lediglich Kapitän Beljaev an Bord zu nehmen, und die soeben erst begonnene Wetterbojen-Unternehmung fortzusetzen. Er ließ Vitamintabletten und Proviant zurück. Mit dem russischen Kapitän an Bord führte U 703 dann den Einsatz fort. Die zweite Boje, WFS 107, wurde am 27. Juli 1943 in 200 m Tiefe verankert – beide Bojen sendeten zunächst am 28. Juli erstmals und dann ab dem 2. August regelmäßig. Brünner steuerte dann Nowaja Semlja an, wo er einen sowjetischen Marinetrawler versenkte.
- Am 30. Juli 1943 der sowjetische Marinetrawler T-911 (Lage).

Am 3. August lief das Boot im Marinestützpunkt Narvik ein.

### WFL Gerhard
Von hier aus kehrte das Boot am 16. August zum Stützpunkt Hammerfest zurück, wo Kommandant Brünner ein Wetterfunkgerät Land übernahm, das ursprünglich von U 737 hätte ausgesetzt werden sollen. Zudem kam eine Gruppe des Wetterdienstes an Bord, die das Gerät mit dem Codenamen „Gerhard“ auf Nowaja Semlja installieren sollte. Diese WFL-Geräte passten im demontierten Zustand in die Torpedorohre und wurden in die Oberdeckstuben verladen. Am 22. August erreichte das Boot um fünf Uhr morgens das Zielgebiet in der Inostranzewa-Bucht an der Westküste der Nordinsel, wo „Gerhard“ am selben Tag installiert wurde. Die Männer vom Wetterdienst wurden dann durch U 601 übernommen, das seinerseits eine geborgene Flugzeugbesatzung an U 703 übergab. Anschließend wurde U 703 der U-Bootgruppe „Wiking“ zugeteilt und patrouillierte in der Karasee, wo Kommandant Brünner ein weiteres sowjetisches Schiff versenkte.
- Am 1. Oktober 1943 das sowjetische Handelsschiff Sergej Kirov (Lage).

Am 2. Oktober erhielt Brünner die Anweisung, die restlichen Überlebenden der Dekabrist von Hopen abzuholen. Hier traf das Boot vier Tage später ein. Am 7. Oktober barg die Besatzung von U 703 die Frau und die zwei Männer aus der Hütte in der Mitte der Insel. Einer der russischen Matrosen starb wenige Stunden später. Am 10. Oktober 1943 erreichte U 703 den Stützpunkt Narvik.

## Untergang
Im Frühjahr 1944 erhielt U 703 als neue Aufgabe das Aussetzen von Wetterballons in den arktischen Gewässern. Während eines dieser Einsätze verschwand das Boot plötzlich um den 25. September 1944. Es hatte Narvik am 14. September zu seinem 13. Einsatz verlassen, um zwei Wetterbojen, WFS 133 „Ernst“ und WFS 134 „August“ auszusetzen. Auf Grund des schlechten Wetters und des heftigen Seegangs während dieses technisch anspruchsvollen Einsatzes wurde angenommen, dass U 703 den widrigen Bedingungen zum Opfer fiel. Auch ein Minentreffer wurde als Ursache des Verlusts von U 703 angenommen. Vom Boot und seiner 54-köpfigen Besatzung wurde keine Spur gefunden. Die Ursache der Versenkung bleibt ungeklärt.